# Beirut Pride

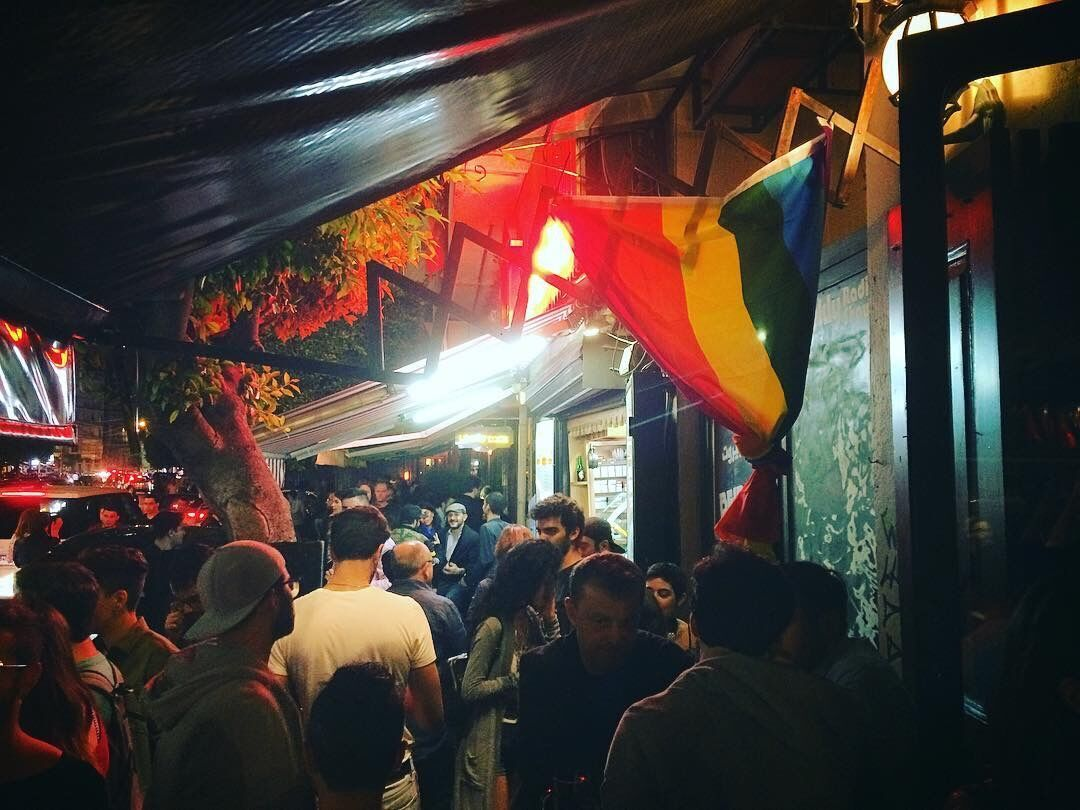
En regnbågsflagga i Mar Mkhayel.

Beirut Pride är den första, och hittills enda, festivalen i arabvärlden till stöd för  HBTQ+-rörelsen. Den avhölls   första gången mellan den 14 och 21 maj 2017 på initiativ av Hadi Damien och sammanföll med International Day Against Homophobia, Transphobia and Biphobia. Omkring 4 000 personer deltog i festivalen som fokuserade på gränsöverskridande mode och personer som berätter om sin sexuella läggning och avslutades med en homofest på en av mellanösterns största nattklubbar. Någon prideparad anordnades därimot inte.
2018 års Pride-evenemang, som skulle ha hållits mellan den 12 och 20 maj, avbröts efter tre dagar då  polisen arresterade organisatören Hadi Damien och riksåklagaren efterföljande krävde att alla aktiviteter skulle stoppas. 2 700 personer hade hunnit delta i festivalen innan den stoppades.
2019 års upplaga av Beirut Pride skulle ha hållits mellan den 28 september och 6 oktober men den konsert i Beiruts centrum som var tänkt att inleda festivalen ställdes in efter protester och hot om våld från religiösa grupper. Resten av festivalen upplöstes av interna stridigheter bland organisatörerna.
Beirut Pride ställdes också in 2020 och 2021, nu på grund av Covid-19-pandemin, men flera företag i staden flaggade med regnbågsflaggan och sålde souvenirer med anknytning till priderörelsen.